# Farafra

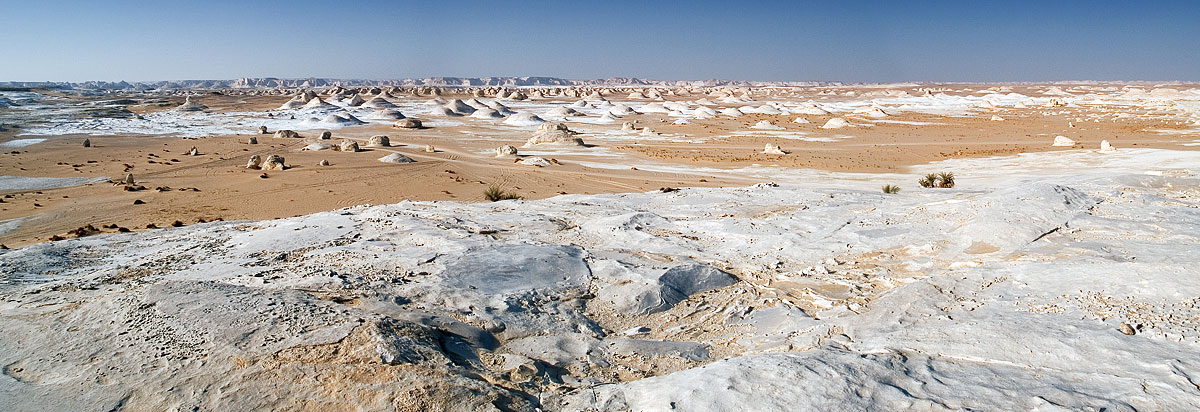
Panorama del desert Blanc

L'oasi de Farafra (àrab: واحة الفرافرة, wāḥat al-Farāfra) és un oasi d'Egipte, part del Wahat, al desert oriental de Líbia, en una gran plana calcària amb un únic poble, de nom també Farafra, amb uns 5.000 habitants (2002), bona part beduïns, a mig camí entre l'oasi d'al-Dakhla i el d'al-Bahriyya.
Disposa d'uns 20 pous i fonts, i en destaca Ayn al-Bellad i Ayn-Ebsay. Hi ha nombroses palmeres i algunes oliveres i es cultiva ordi, blat, sorge i altres productes a més dels dàtils i les olives. A uns 45 km al nord, hi ha l'anomenat desert Blanc, on el color del desert es torna blanc cromós per la presència de la pedra calcària modelada per l'acció de les tempestes d'arena. També, a una distància no gaire gran, hi ha la font d'aigua calenta de Bir Setta, i el llac El-Mufid.
És l'antiga Tyhw ('terra de bous') del temps dels faraons, i la Trinytheos grega i romana. La seva població a l'edat mitjana era copta, però sota domini otomà va esdevenir musulmana. El 1860, va passar a mans de la secta sanusiyya, però la sobirania va restar egípcia.